# تئاتر شقاوت

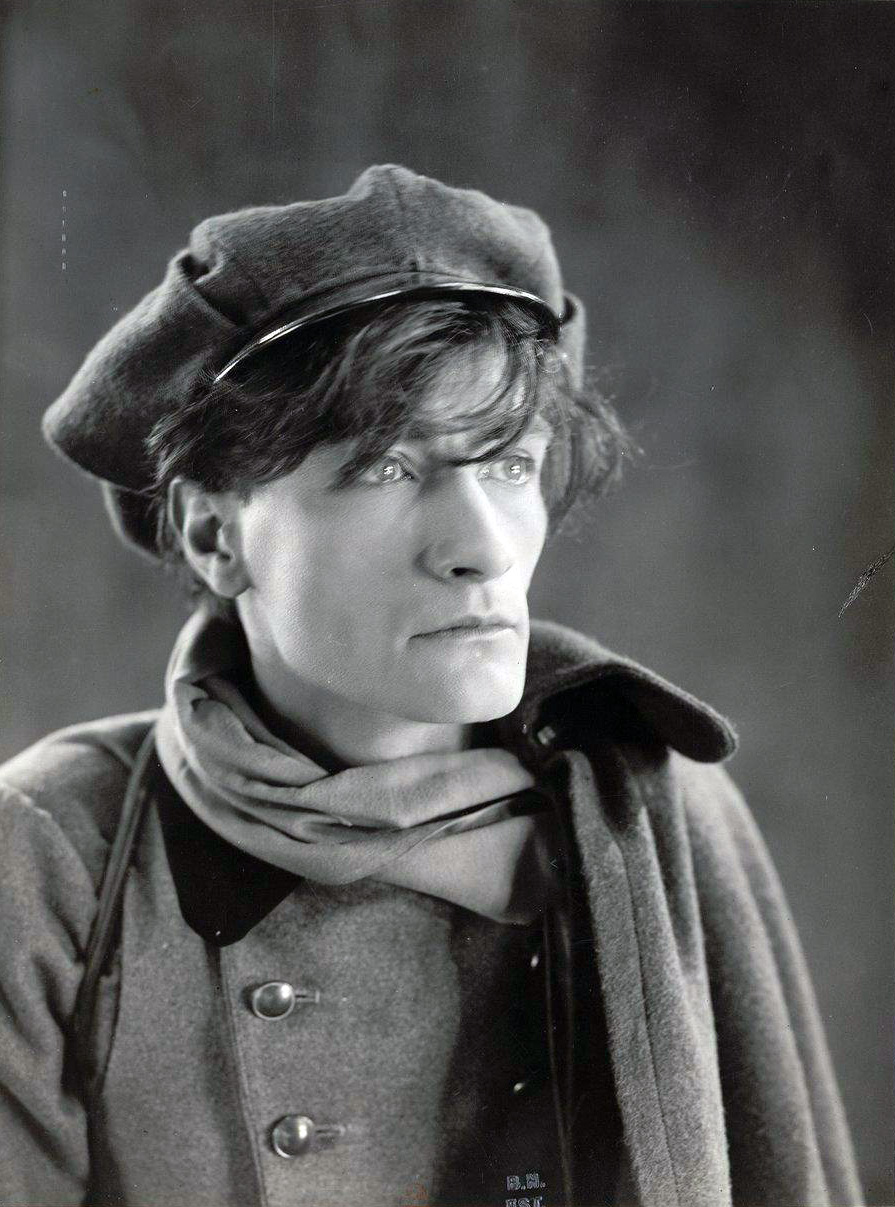
آنتونن آرتو

تئاتر شقاوت (به انگلیسی: Theatre of Cruelty) و (به فرانسوی: Théâtre de la Cruauté)، گونه‌ای فراواقع‌گرایانه از تئاتر است که توسط آنتونن آرتو و در کتاب تئاتر و همزادش تئوریزه شده‌است. وی در این کتاب می‌نویسد: «تئاتر بدون عنصری از شقاوت در ریشهٔ هر منظر، شکل نمی‌گیرد. در وضعیت کنونی منحط ما، از طریق جسم ماست که متافیزیک باید ساخته شده و دوباره وارد ذهن ما شود.» 
آرتو با شقاوت به سادیسم یا ایجاد درد در دیگری اشاره نمی‌کند. بلکه به عزمی سخت، خشونت‌بار و فیزیکی، که به از بین بردن واقعیتِ نادرستی که (به گفتهٔ وی) «مانند کفنی روی آگاهی و ادراک ما را پوشانده است» می‌انجامد، اشاره می‌کند. و همچنین دادائیست ها زمینه ساز تئاتر شقاوت شدند ، دادائیسم سبکی از تئاتر است که هنرمندان آن دیوانگی را به جای عقل سلیم در نظر می گرفتند. 